# John Louis Nuelsen
John Louis Nuelsen (Zürich, 1867. január 19. – Cincinnati, 1946. június 26.) metodista püspök, teológiai tanár, szerkesztő, az európai metodista misszió felelőse 1912-1940 között.

## Kezdetek
Zürichben (született, Heinrich Nuelsen lelkész fiaként. Iskoláit Karlsruhe-ban és Brémában végezte. Teológiai tanulmányokat Berlinben, Halléban és különböző amerikai egyetemeken folytatott. Rövid gyülekezeti szolgálat után három különböző egyetemen tanított teológiát: előbb klasszikus nyelveket oktatott, majd az írásmagyarázat professzora lett. Tiszteletbeli doktorátust kapott 1903-ban a Denveri Egyetemtől, 1907-ben a Nebraskai Egyetemtől.

## Püspöki szolgálat
A Püspöki Methodista Egyház generálkonferenciája 1908-ban választotta meg püspöknek. 1912-ig a Nebraskai Kerület (USA) vezetője. 1912-ben William Burt (1904–1912) utódjaként bízták meg az egyház Európai Kerületének felügyeletével. Jelentősen támogatta az Osztrák-Magyar Missziói Konferencia munkáját. 
Az I. világháborút követően meghozta a szükséges döntéseket e munka újjászervezésére: Magyarország 1920–1923 között "Misszió"-s státuszban állt, 1924-1940 között ismét önálló "Missziói Konferencia"-ként működött. 1920 után az egyház Európai Kerülete három részre osztódott: Párizs Kerület, Stockholm Kerület, Zürich Kerület. Nuelsen utóbbi vezetését folytatta egészen 1940-ig, 73 éves koráig. 
Utódja egy évig William Walter Peele (1940–1941), majd Arthur James Moore (1941–1944). Nyugdíjba vonulásától haláláig ismét az Amerikai Egyesült Államokban élt.